# Il male non dimentica
Il male non dimentica è un romanzo di Roberto Costantini. Terzo e ultimo episodio della Trilogia del Male, pubblicato nel 2014 da Marsilio Editori.

## Trama
Libia, agosto 1969. Italia Balistreri, la madre di Michele "Mike" Balistreri, cade da una scogliera. È un delitto o è un suicidio? La stessa notte Muʿammar Gheddafi prende il potere rovesciando la monarchia. 
Roma, estate 2011. Mentre in Medio Oriente prende vita la Primavera araba e in Libia scoppia la guerra civile, l'omicidio di una giovane donna, Melania Druc, e di sua figlia porta Michele Balistreri, diventato commissario capo della Omicidi, a incontrare nuovamente la giornalista Linda Nardi, conosciuta cinque anni prima durante la caccia all'Uomo Invisibile. 
L'indagine travolgerà la serenità del commissario Balistreri e lo porterà ad affrontare un passato che non è mai stato sepolto.

## Recensioni
Anastasia Frollo, sul sito ThrillerNord, a proposito del romanzo scrive: "Costantini chiude la trilogia con questo romanzo ricco di spunti di riflessione per il lettore riguardo ad esempio alla redenzione, all’omertà, alla vendetta. I colpi di scena non sono tanti quanti quelli presenti nei primi due episodi, ma restano comunque incredibili (in particolare verso la parte finale). Sembra infatti che lo scopo di Costantini non sia quello di creare suspense nel lettore ma piuttosto sviluppare una storia e lasciarla evolvere nella maniera più naturale possibile. Alcuni passi tratti da “Alle Radici del Male”, infatti, vengono qui riportati forse per rispolverare i ricordi del lettore riguardo alle vicende del secondo romanzo. Il passato quindi si unisce al presente, un vincolo indistruttibile come quello che unisce tutti e tre i romanzi della trilogia rendendola una sola grande storia. Finalmente ogni personaggio ha quel che si è meritato, in positivo o in negativo, tanti segreti svelati e tante risposte a domande che disturbavano sia il protagonista che il lettore curioso ed appassionato alla storia di Michele Balistreri".
Fulvio Luna Romero sostiene che questo non è un noir, un thriller o un giallo ma è l'insieme dei tre generi. Un cocktail di un’eleganza incredibile, di un impatto micidiale, impermeabile alla noia. Nel romanzo c'è tutto: la storia recente, la politica, gli intrecci con la criminalità organizzata. Ma c’è anche un continuo ritornare all’amore e al dolore che viaggiano abbracciati. Fino alla più profonde scoperte. Terribili, alle volte. Dolcissime altre.
Raffaella Anghemo in SoloLibri.net: "la capacità di Costantini sta proprio nel riannodare le trame del racconto, ripetendo talvolta interi capitoli o brani dei libri precedenti, non costringendo il lettore a continui ripassi; la sua arte si coglie proprio nel modo in cui lo fa, sottilmente, con totale e innata nonchalance, con uno stile sobrio e incisivo, che non stanca mai ma che è anche talmente forte e duro da non mollarti fino alle ultime righe".

## Edizioni
- Roberto Costantini, Il male non dimentica, Marsilio Editori